# Double Falls (Northland)
Die Double Falls sind ein Wasserfall bislang nicht ermittelter Fallhöhe westlich von Kerikeri auf der Nordinsel Neuseelands. Er liegt im Lauf des Puketotara Stream, der einige Kilometer weiter nordöstlich in den Kerikeri River mündet.
Der Wasserfall befindet sich auf Privatgelände westlich des New Zealand State Highway 10 und ist für die Öffentlichkeit nicht zugänglich.